# El Jadida
Ne pas confondre avec le quartier de Benghazi, en Libye, appelé Benghazi al-Jadida.

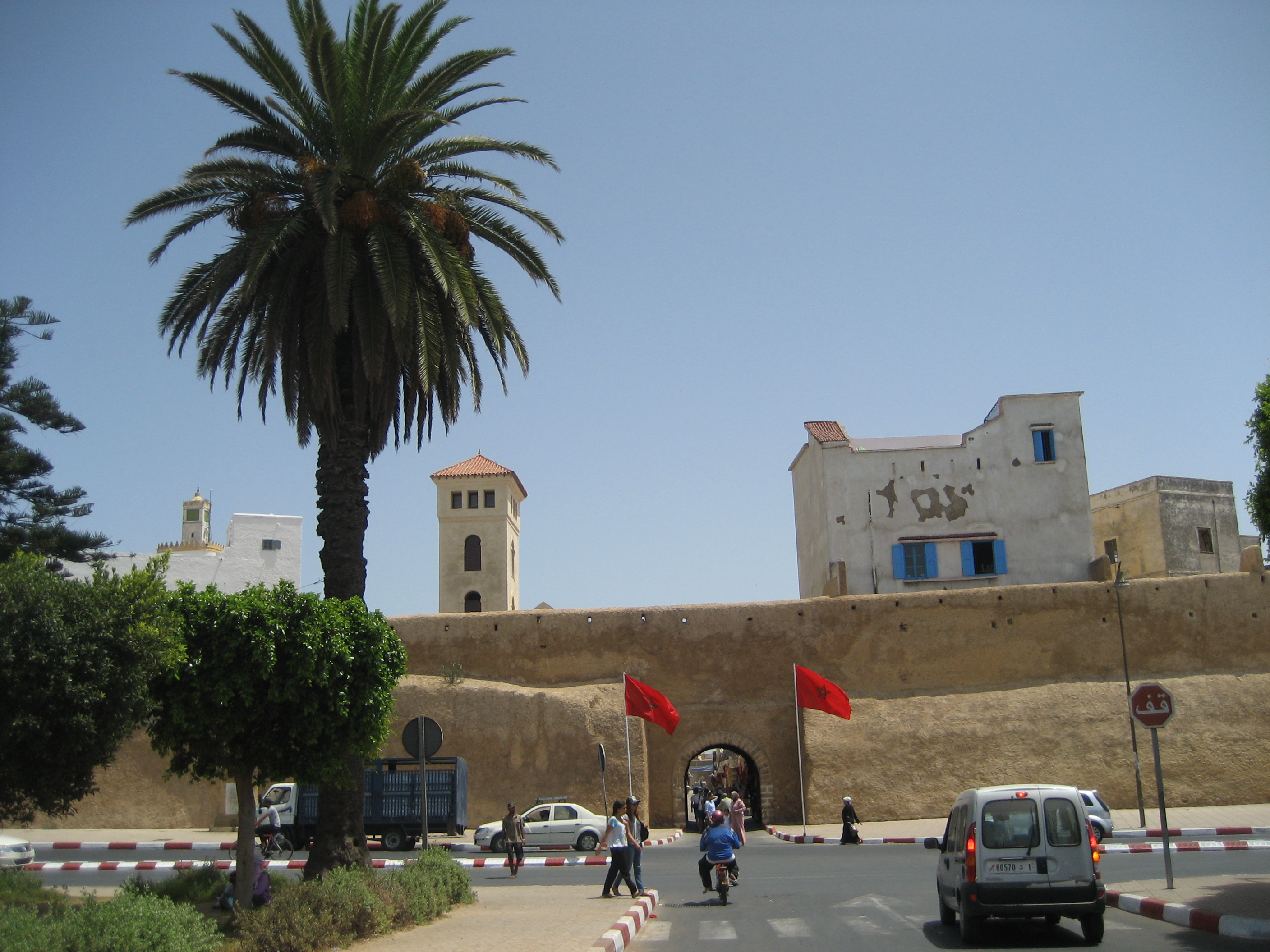
Les remparts d'El Jadida

El-Jadida ou al-Jadida (arabe : الجديدة, berbère : ⵊⵊⴷⵉⴷⴰ, darija : j-jdida ) – avec anciens noms al-Brija (arabe : البريجة), Mazagan (arabe : مازاگان, berbère : ⵎⴰⵣⴰⴳⴰⵏ, portugais : Mazagão) et al-Mahdouma (arabe : المهدومة) – est une ville côtière du Maroc, à 96 km au sud-ouest de Casablanca, chef-lieu de la province d'El Jadida. La cité fortifiée, édifiée par les Portugais au début du XVIe siècle et nommée Mazagan (Mazagão en portugais), fut prise par les Marocains en 1769. 
Ses fortifications, avec leurs bastions et remparts, constituent un exemple précoce de l’architecture militaire portugaise de la Renaissance. Les édifices portugais encore visibles sont la citerne portugaise, la forteresse portugaise de Mazagan et l'église de l'Assomption, construite dans le style manuélin. Ils offrent un témoignage exceptionnel des influences réciproques entre les cultures européenne et marocaine. 
Dès le début du XIXe siècle, la ville éclata hors des remparts de la cité portugaise. Elle s'étend aujourd'hui très au-delà de ce qui n'est plus qu'un îlot historique au bord de l'Atlantique. El Jadida se situe à une altitude de 28 m.

## Histoire
Le site Mazagan à El Jadida est désigné en écriture arabe sous le toponyme « Māzighen » par al-Idrīsī (XIIe siècle) et celui de Mesegan ou Mazagem sur certains portulans européens du Moyen Âge.
Selon certains auteurs, le mouillage était connu des Européens dès le début de l'ère chrétienne : il se confondrait avec le port de Rutubis évoqué par Pline l'Ancien (Ier siècle apr. J.-C.) et celui de Rousibis dont parle Ptolémée (IIe siècle apr. J.-C.). Quelques historiens soutiennent qu'il correspond au site d'Akra cité dans le Périple d'Hannon (Ve siècle av. J.-C.) ). Il ne s'agit là que d'hypothèses.
Les Portugais édifièrent à Mazagan une forteresse - un château flanqué de quatre tours - en 1514, puis en 1542 une ville fortifiée par d'épaisses murailles, qui pouvait accueillir plusieurs milliers d'habitants, tous originaires du Portugal.
La présence portugaise prit fin en 1769, quand la ville fut prise par Sidi Mohamed ben Abdellah. À la veille de l'assaut, le commandant de la place reçut de Lisbonne l'ordre d'évacuer la ville. Un accord fut passé avec Mohamed ben Abdellah pour que les Portugais quittent la ville sans crainte d'une attaque. Avant leur départ, ceux-ci décidèrent de miner tous les bastions. Lorsque les Marocains pénétrèrent dans la cité, une série d'explosions détruisit les murailles et fit de nombreuses victimes. Entre la reprise de la ville et jusqu'au début du XIXe siècle, la cité fut appelée El-Mehdoûma, « la Ruinée » en arabe, à cause des dégâts causés par cet événement.
Moulay Abd ar-Rahman, proclamé sultan en 1822, décida de restaurer la cité fortifiée et de l'appeler El Jadida, « la Nouvelle » en arabe. Des commerçants européens, surtout des Anglais originaires de Gibraltar, vinrent s'y installer. La ville accueillit de nombreux habitants venus de l'intérieur du pays. Elle déborda rapidement des limites de la cité portugaise, désormais souvent désignée sous le nom de Mellah car les juifs y étaient les plus nombreux. Au début du XXe siècle, El Jadida, que les Européens continuaient à appeler Mazagan, devint un des ports les plus importants du Maroc.
À partir de 1912, sous le protectorat de la France, une ville nouvelle fut créée comprenant un centre d'affaires (administrations, banques, etc.) et des quartiers résidentiels à l'attention des émigrants français.

## Citerne portugaise

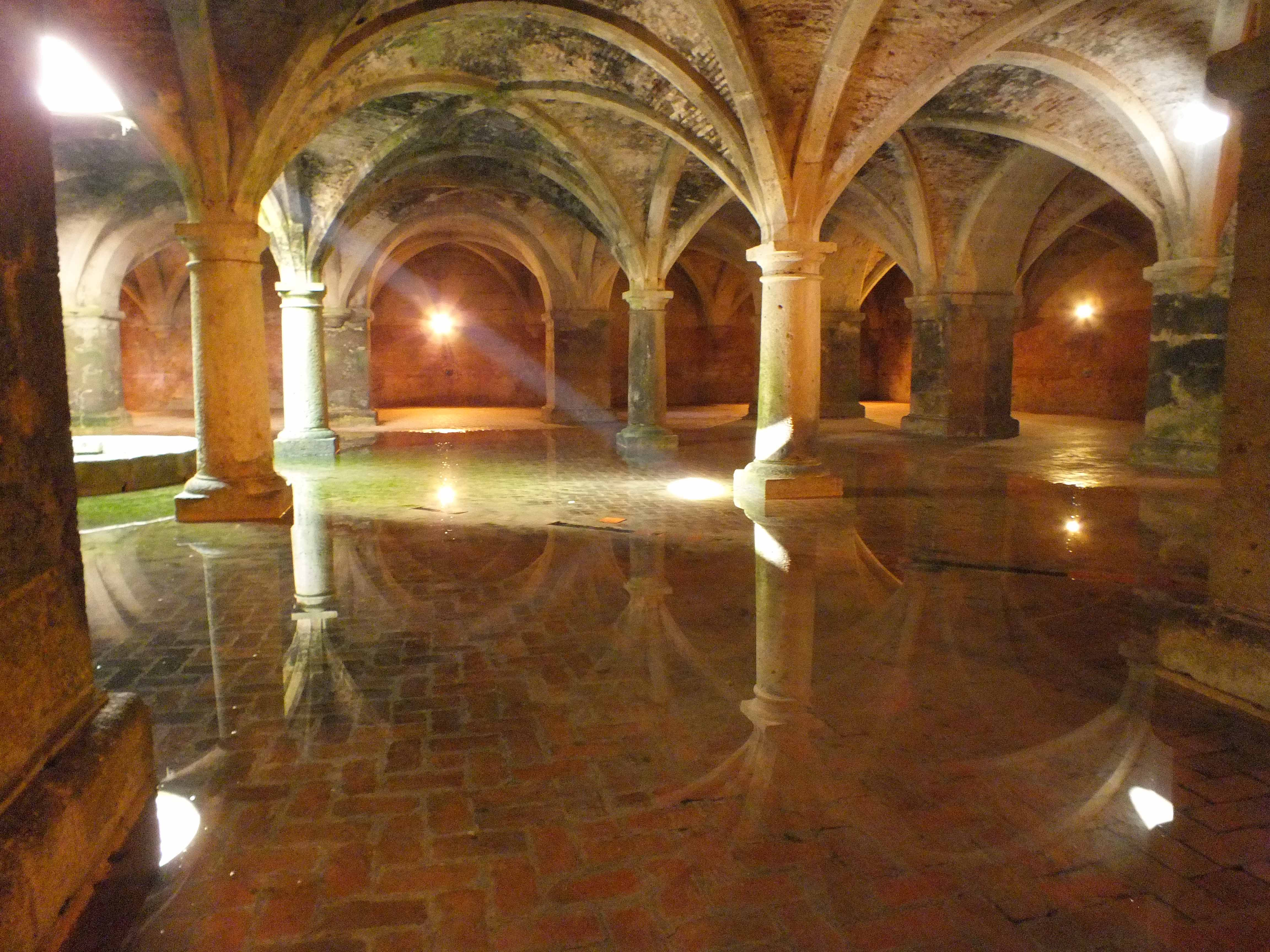
La Citerne portugaise

Cette vaste salle souterraine et voûtée faisait partie du château fort construit en 1514 par les Portugais. Elle servit probablement de salle d'armes avant d'être utilisée comme réserve d'eau. Sur un plan carré de 34 m de côté, elle comporte six nefs dont les voûtes d'arêtes reposent sur 25 colonnes et piliers. La travée centrale est percée d'un large oculus par où se déverse la lumière du jour qui produit par réflexion sur l'eau de la citerne, un surprenant effet de miroir imprégnant le lieu d'une étrange atmosphère. La citerne portugaise d'El Jadida avait séduit Orson Welles au point qu'il y tourna certaines séquences de son film Othello. Quelques scènes des films le retour de l'étalon noir, produit par Francis Ford Coppola et Harem, d'Arthur Joffé, ont également été tournées dedans.
Le 30 juin 2004, la cité portugaise de Mazagan (El Jadida) a été inscrite dans le patrimoine mondial de l'Unesco.

## Théâtre municipal
Édifice datant de 1925 qui fut construit juste après le théâtre de Casablanca mais bien après le théâtre Cervantes à Tanger, c'est le troisième théâtre au Maroc. À l’origine, l’établissement portait le nom de « Salle municipale des fêtes » et servait aux soirées dansantes et aux bals jusqu’en 1930 où il fut transformé en véritable théâtre doté de 658 places dont 88 sous forme de loges réservées aux personnalités. La première présentation théâtrale Le malade imaginaire, de Molière, a eu lieu le 15 juillet 1930. Cet établissement a joué un rôle primordial dans le développement du théâtre marocain. En 2015, il fut baptisé « Théâtre Afifi » en hommage posthume à Mohamed Saïd Afifi, dramaturge né à El Jadida ayant dirigé ce théâtre (1969-1974).
En 2023 l'édifice est réhabilité. Les travaux de réhabilitation ont porté sur l'ensemble des installations du théâtre, pour un total de près de 10 millions de dirhams marocains. La cérémonie d'ouverture est présidée par Mohamed Mehdi Bensaid, ministre de la Jeunesse, de la Culture et de la Communication.

## Haras
C'est le plus ancien des haras du Maroc, construit par le maréchal Lyautey en 1913, il avait à l'origine, une vocation purement militaire. Il abrite une centaine de boxes, une cinquantaine de stalles, des dépendances et des ateliers dont une forge, une sellerie, une menuiserie et une infirmerie. C’est également un lieu de formation et d'élargissement des compétences liées à la filière équine.

### Liés au cheval

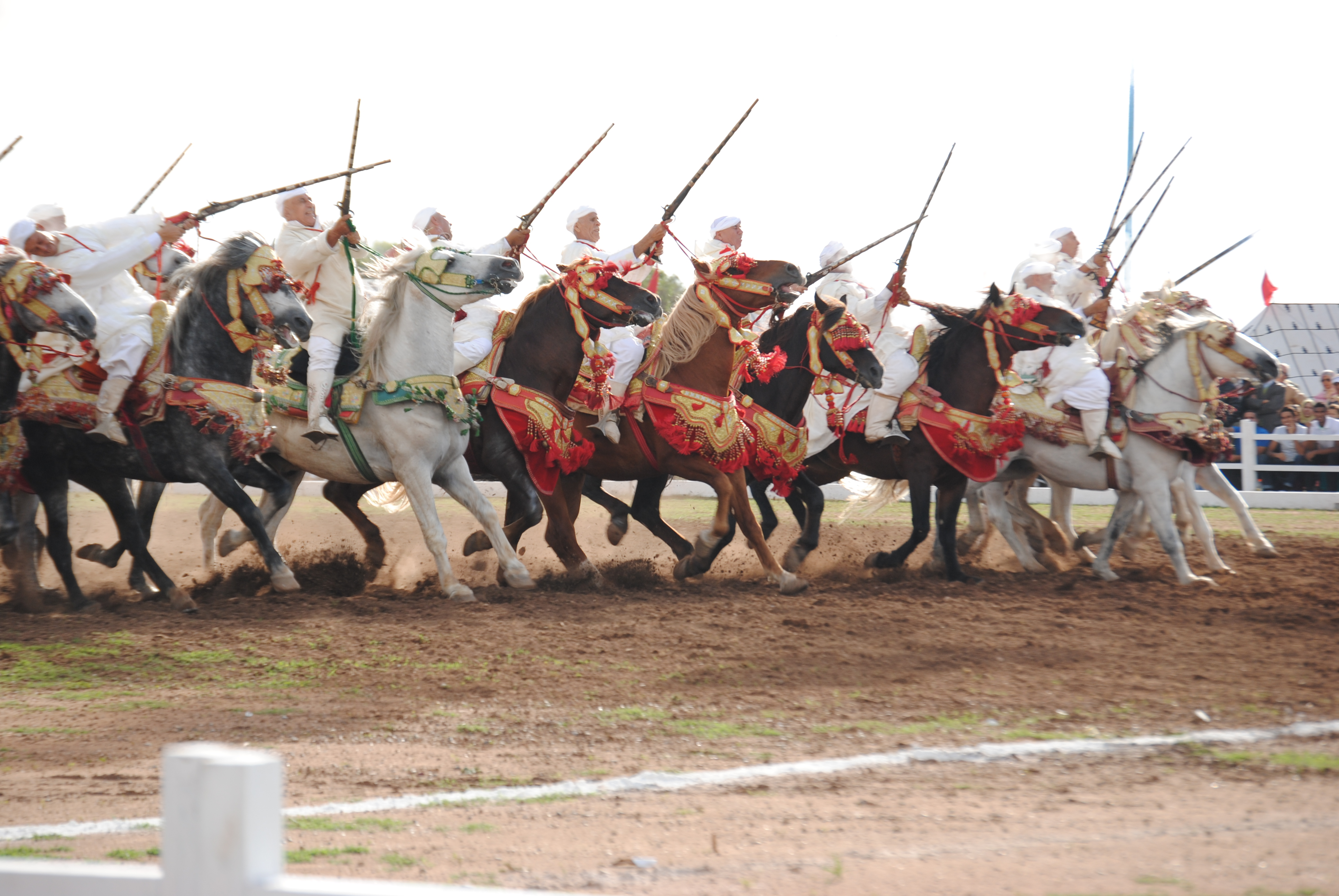
Fantasia

Moussem de Moulay Abdellah Amghar : un rassemblement où se côtoient de nombreuses activités d’ordre religieux ou non, autour des fantasias qui assemblent plus de 3 600 cavaliers. Un rituel organisé en hommage et à la mémoire du saint soufi de Doukkala, Abdallah Abou Lmahasin Mohammed Amghar (vers 1060), fondateur de la Taifa Senhajia, durant le règne de la dynastie Almoravides. Le moussem est célébré dans la commune de Moulay Abdellah située à 15 km d’El Jadida, chaque année au mois d'août. Les habitants de la région ont pour tradition de dresser leurs tentes aux pieds du sanctuaire, de ramener leurs meilleurs cavaliers et leurs plus beaux chevaux afin de manifester, durant sept jours, leur ferveur et leur joie. En 2015, le moussem a attiré plus de 500 000 visiteurs marocains.
Salon international du cheval d’El Jadida : le roi Mohammed VI a accordé son patronage au 1er salon international du cheval à El Jadida du 22 au 26 octobre 2008. Un tel choix s'explique, non seulement parce que la région possède d'importantes richesses naturelles, mais aussi parce qu'elle a été toujours le fief du cheval. Ce salon annuel participe au développement de l’ensemble de sa filière équine et à son rayonnement à l’international. Il constitue l’évènement le plus important du genre sur l’ensemble du continent africain. Durant 6 jours, championnats, concours, compétitions, conférences et spectacles s’y succèdent. En 2015 (8e édition), le salon a reçu 260 000 visiteurs.

## Phare

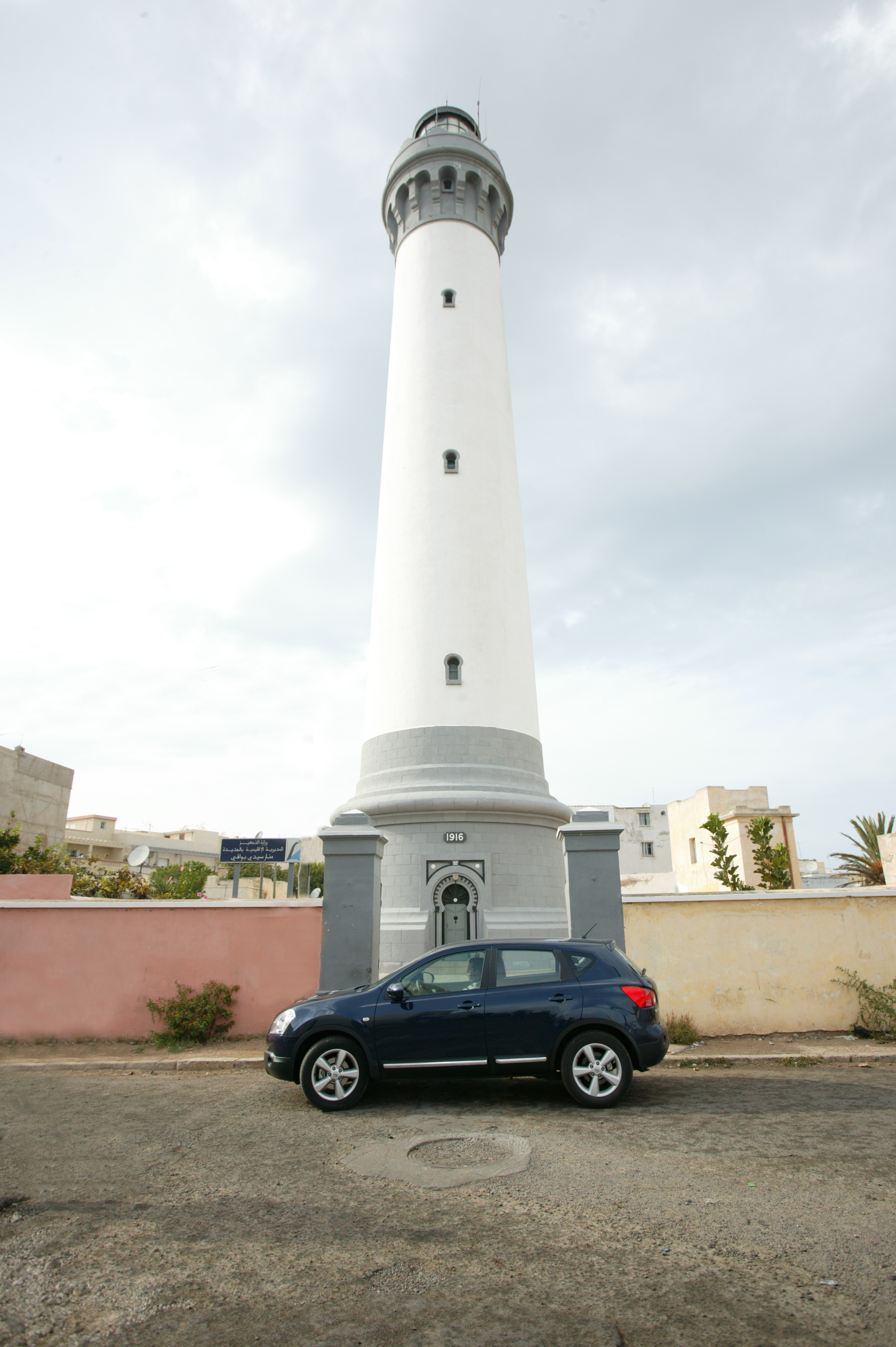
Phare de Sidi Bouafi

Connu sous le nom de « phare de Sidi Bouafi », c'est un monument imposant de la ville d’El Jadida, datant de 1917. Vu l’importance commerciale du port d’El Jadida pendant le XIXe et au début du XXe siècle, la construction dans la région d’un grand phare était avisée. La lumière du phare Sidi Bouafi avec celles du phare du cap Saint-Vincent au Portugal et du phare de Trafalgar en Espagne sont les trois points de repères formant un triangle permettant aux navigateurs se dirigeant de l’archipel des Açores vers les côtes atlantiques marocaines ou d’Europe de se positionner. Au début son appareillage fonctionnait au pétrole, il ne fut doté d’un appareil électrique qu’après l’alimentation de la ville en électricité vers 1925. Actuellement[Quand ?] les éclats, visibles d’une distance découverte de 30 milles, sont émis sous forme de faisceau tournant par le mouvement de rotation à la vitesse de 3 tours par minute.

## Université Chouaïb Doukkali
L'université Chouaib Doukkali fut créée en 1985 et se composait, à l'origine, de deux établissements universitaires : la faculté des sciences et la faculté des lettres et des sciences humaines. 
Elle compte trois autres établissements universitaires : la faculté polydisciplinaire (2004), l'École nationale de commerce et de gestion (2006) et l'École nationale des sciences appliquées (2008).
Liste des établissements académiques post-secondaires :
Université Chouaib Doukkali, incluant les composantes suivantes :
- Faculté des Sciences
- Faculté des Lettres et des Sciences Humaines
- Faculté des Sciences Juridiques, Économiques et Sociales
- École nationale des sciences appliquées d'el-Jadida (ENSA)
- École nationale de commerce et de gestion (ENCG).
- (Plus : École Supérieure de Technologie, à la ville de Sidi Bennour)

 Office de la Formation Professionnelle et de la Promotion du Travail (OFPPT), incluant les composantes suivantes :
- Centre de Qualification Professionnelle (CQP)
- Institut Spécialisé de Technologie Appliquée (ISTA) - Al-Massira
- Institut Spécialisé de Technologie Appliquée (ISTA) - Cité-de-l'Air

Et:
- Centre Régional des Métiers de l'Éducation et de la Formation (CRMEF) --à el-Jadida--
- Institut de Technologie Hotelière et Touristique (ITHT) --à el-Jadida--
- Section de "Brevet de Technicien Supérieur" (BTS) (au Lycée Technique ar-Razi)
- Section des "Classes Préparatoires aux Grandes Écoles" (CPGE) (au Lycée Technique ar-Razi)
- Institut Supérieur de Génie Appliqué (IGA) (privé) --à el-Jadida--

## Démographie

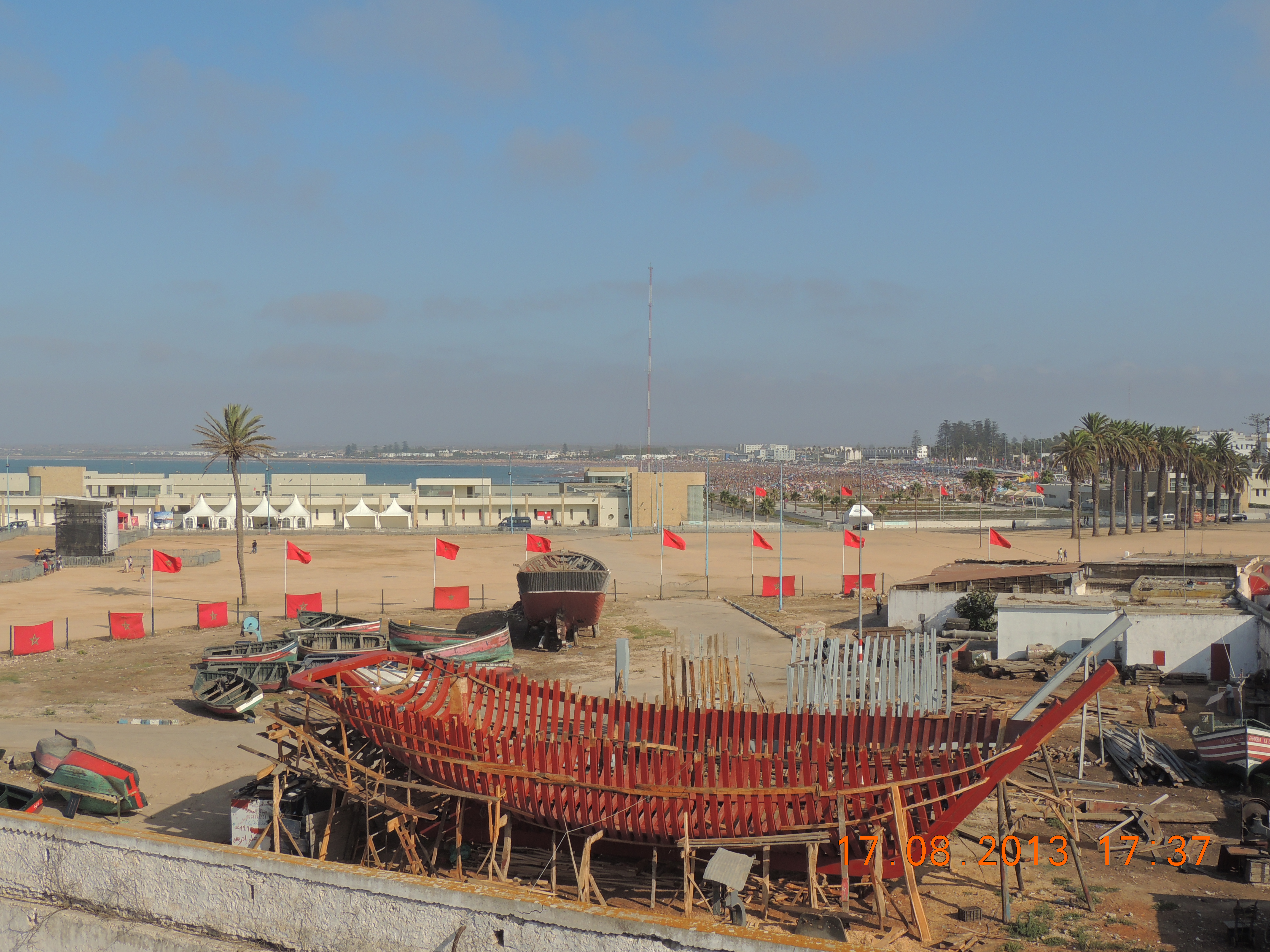
Le quartier du Plateau, vu de la plage.

El Jadida comptait, en 2004, 144 440 habitants.
La population d'El Jadida est estimée à 160 000 habitants en 2009.[réf. nécessaire]
Au recensement de 2014, El Jadida compte 194 934 habitants.
Pour des raisons techniques, il est temporairement impossible d'afficher le graphique qui aurait dû être présenté ici.

## Économie

### Activités portuaires
La province d'El Jadida dispose de deux ports : le port d'El Jadida et celui de Jorf Lasfar en eau profonde.

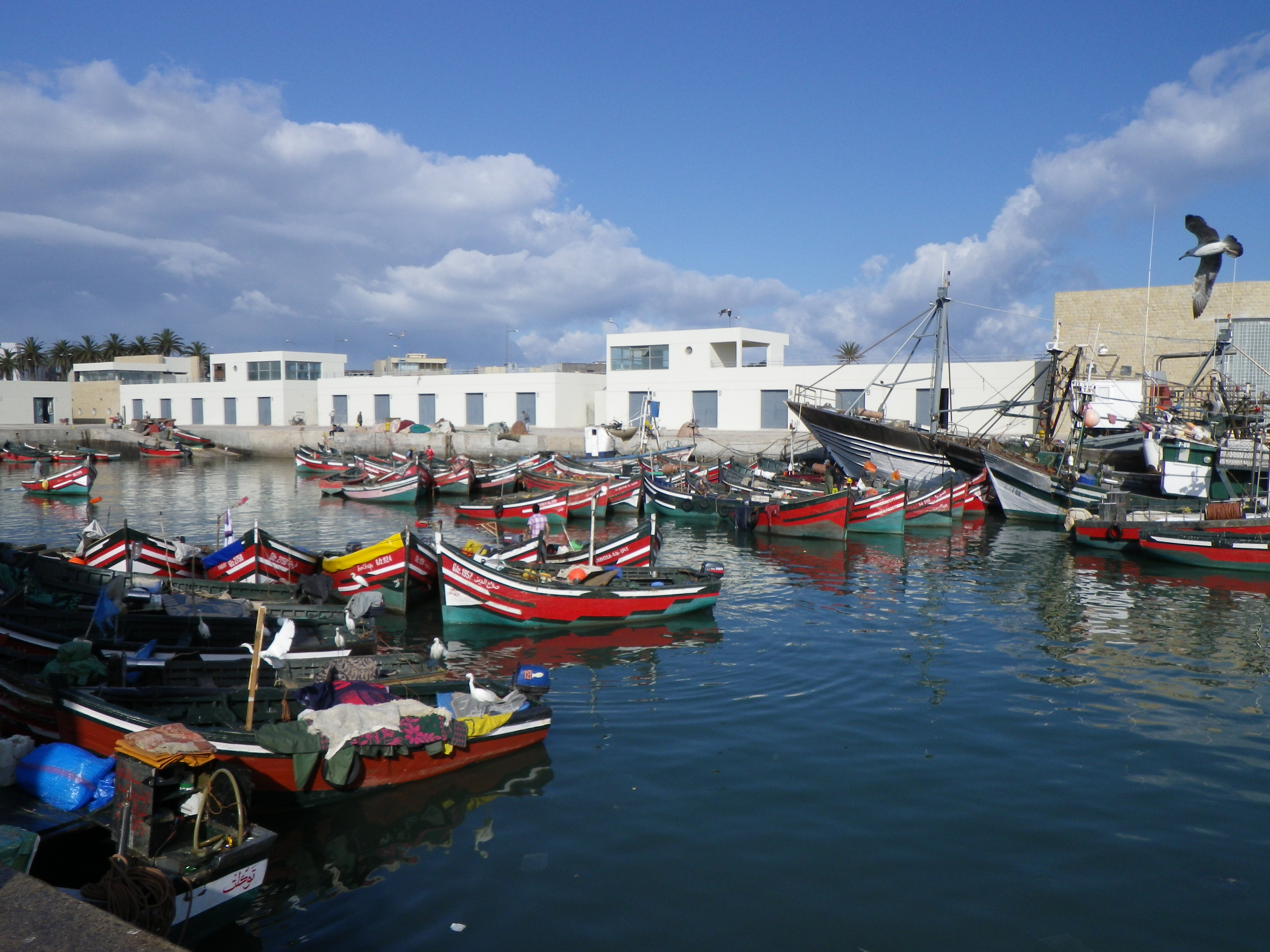
Le port de pêche d'El Jadida

- Le port d'El Jadida dans le centre-ville est réservé à la pêche, aux bateaux de plaisance et aux sports nautiques[21]
- Le port de Jorf Lasfar, à 17 km au sud de la ville, est le premier port minéralier d’Afrique. Ouvert au commerce international depuis 1982, le port de Jorf Lasfar constitue l’un des maillons de l’infrastructure portuaire du Maroc. Parmi les grandes entreprises qu'il abrite, on trouve l'OCP, JLEC, ODEP, SONASID...[réf. nécessaire]

Pour le port de Jorf lasfar, il est considéré comme l'un des grands port d'Afrique.

### Tourisme
La ville d'El Jadida et son entourage disposent d'une importante offre hôtelière. À cela s’ajoutent de nombreux riads.
Les principaux sites à visiter dans la ville sont notamment :

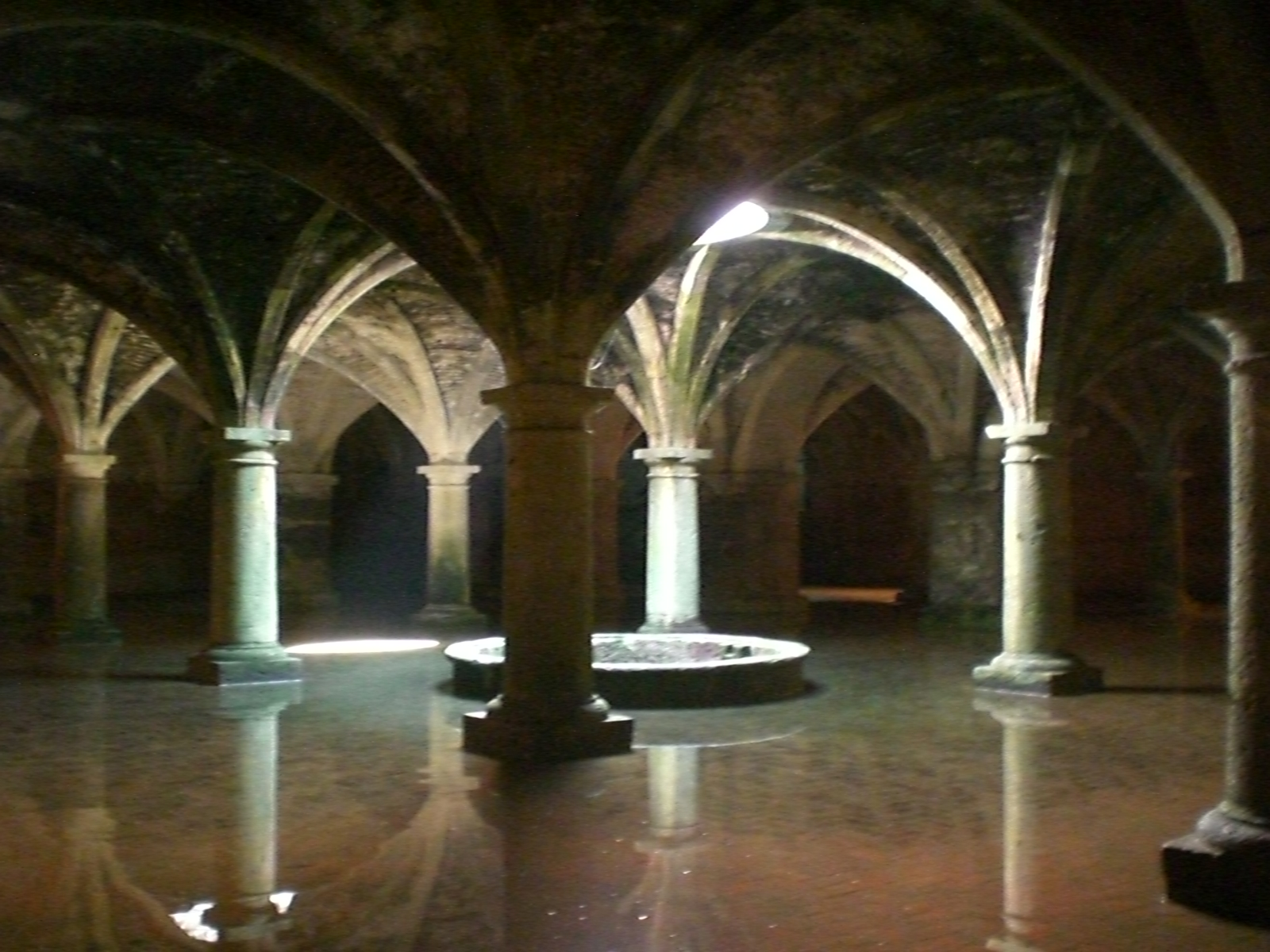
La Citerne Portugaise
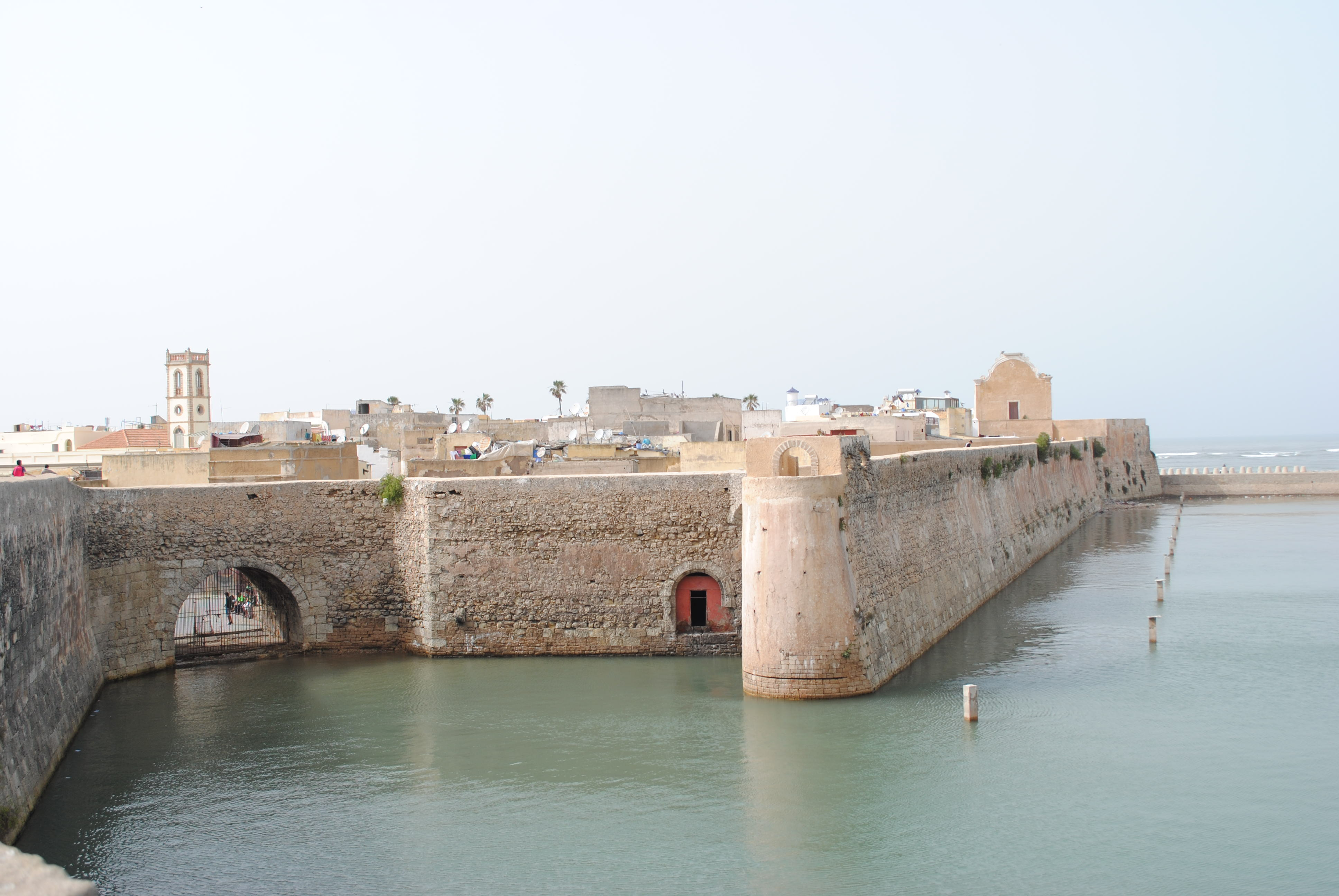
Les Rempart de la Cité Portugaise
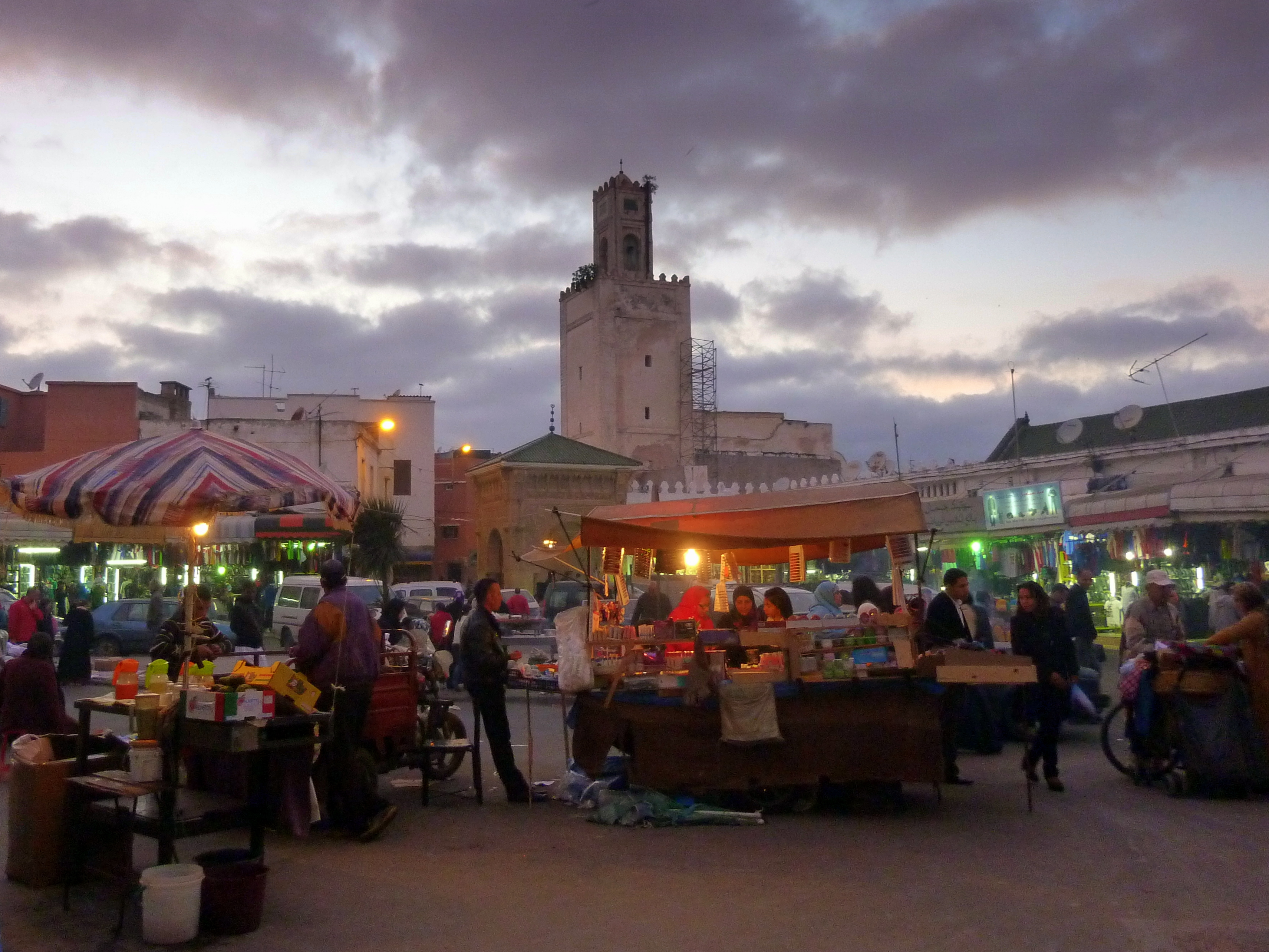
La Médina
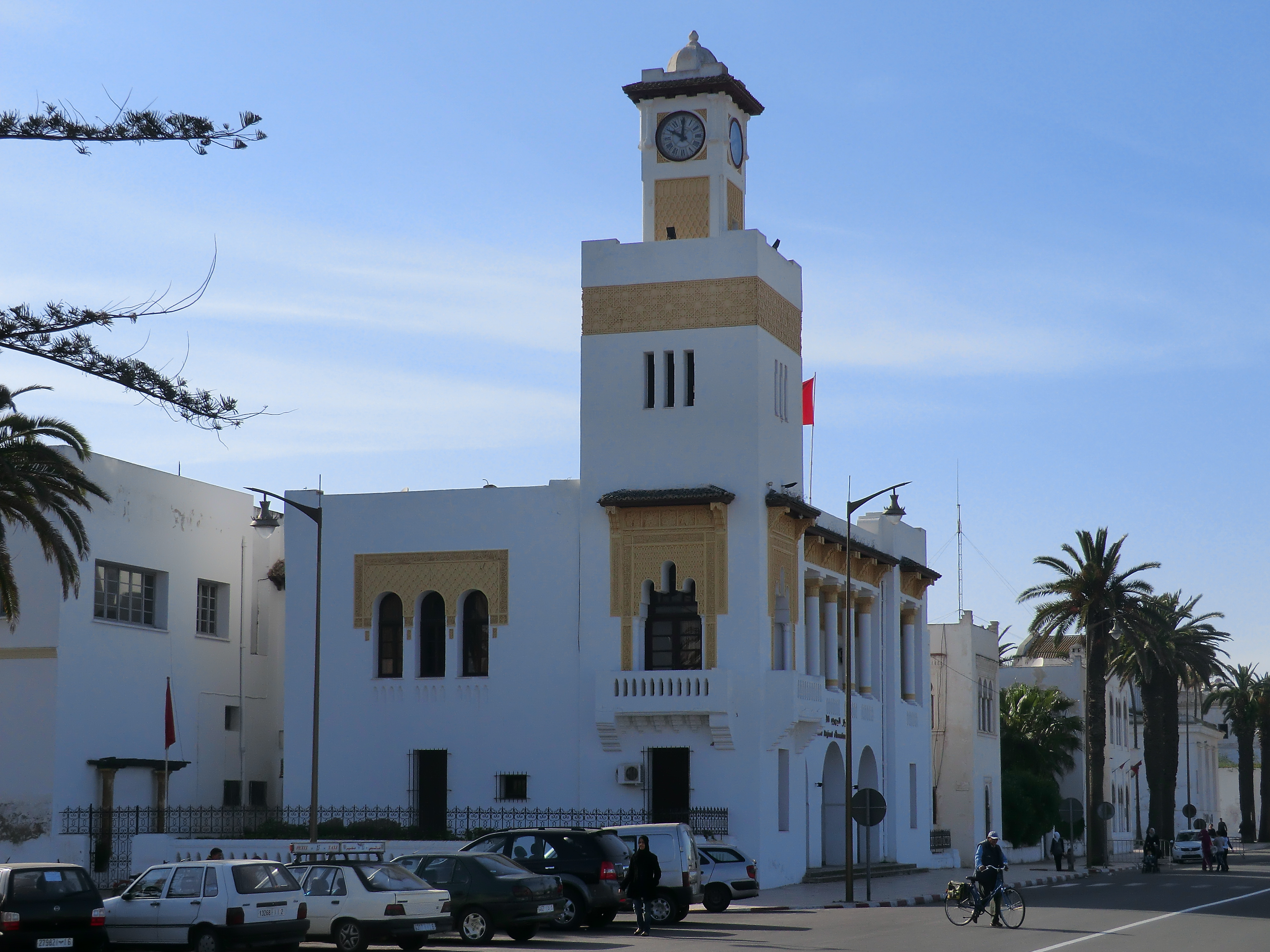
La Ligue Arabe

- Phare de Sidi Abou-Ouafi
- Chateaux Rouge
- Citerne Portugaise
- Canons et Forteresse
- Grande Mosquée
- Théâtre Mohamed Afifi
- Édifice de la Poste
- Édifice de la Municipalité
- Vieux Port
- Corniche
- Hippodrome Lalla Malika

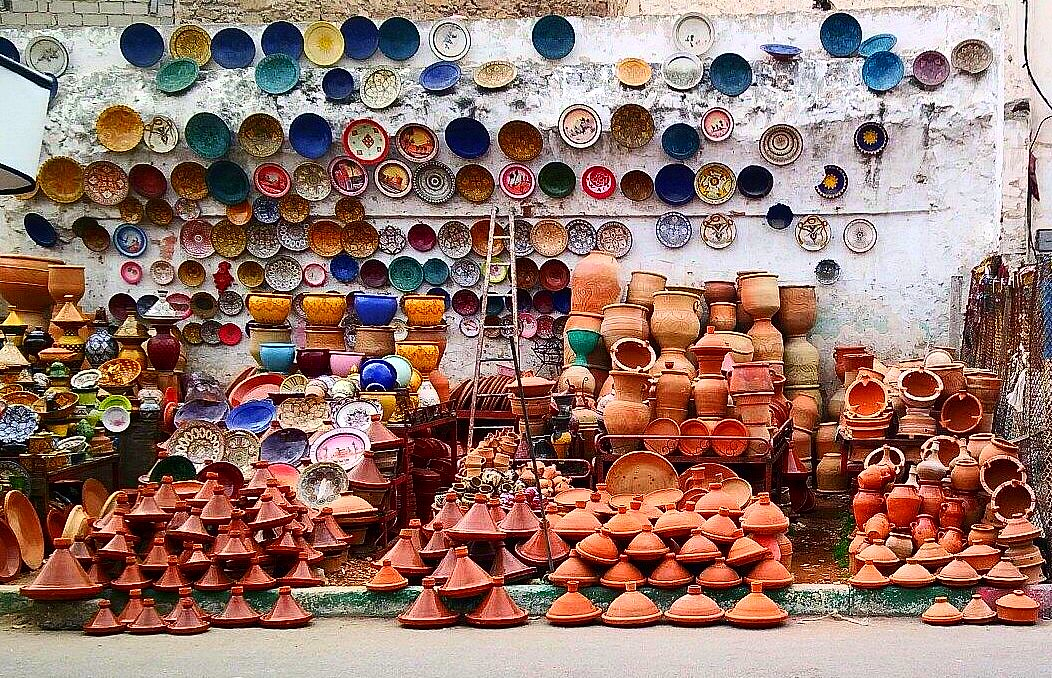
Poterie d'El Jadida

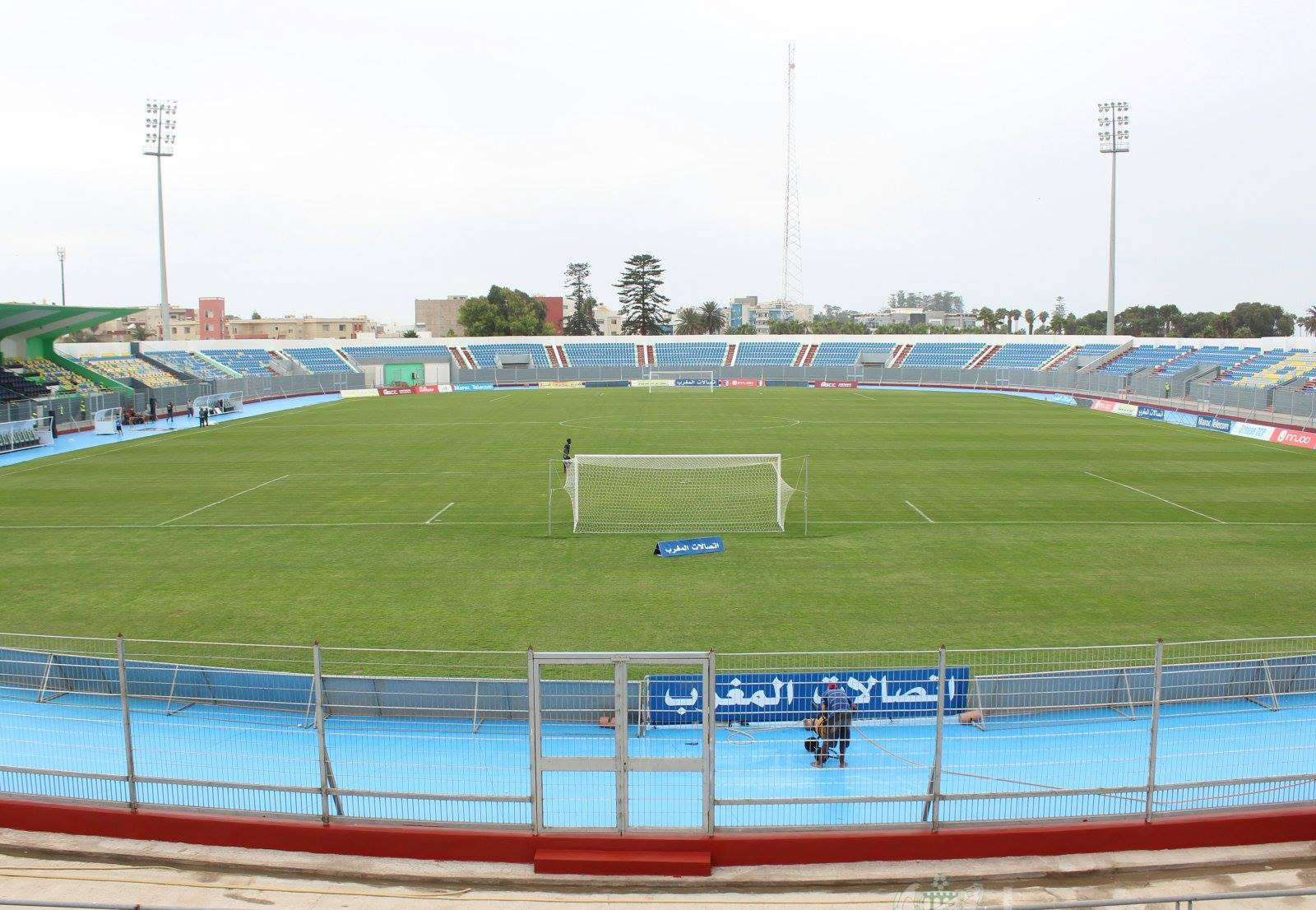
Stade d'El Jadida

- Ancienne cité (Médina), avec la porte de Bab El Bhar
- Etc.

Dans la région, on trouve notamment les sites suivants :
- Fahs Azemmouri des Moujahidines
- Golf & Spa Royaux Pullman Mazagan
- Station Balnéaire Mazagan
- Forêt Haouzia
- Plage Haouzia
- Kasba de Boulaaouane
- Sidi Bouzid
- Cap Blanc
- Réserve naturelle de la Lagune de Sidi Moussa (Site Ramsar)

### Réseau routier
La province d’El Jadida dispose d’un réseau classé de 2 012 km de route dont 1 831 km revêtues. C’est le plus long réseau revêtu comparé à celui des autres provinces du Royaume.
L'autoroute reliant El Jadida à Casablanca, d'une longueur de 80 km a été ouverte à la circulation à partir du 4 novembre 2006.
L'extension de l'autoroute A5 reliant El Jadida à Safi a été ouverte au public le 4 août 2016 avec une longueur de 143 km.

### Industrie
- Zone industrielle d’El Jadida :

Situation : route de Marrakech
Aménageur : municipalité d’El Jadida
Superficie : 117 ha
- Parc industriel de Jorf Lasfar :

Il est l'un des plus grands ports d'Afrique. Prévu sur une superficie de 500 ha, le parc sera un espace structurant visant à assurer un développement spatial équilibré de la région et constituera le premier parc industriel destiné à abriter les moyennes et les grandes industries ainsi que celles liées aux activités du complexe phosphatier.[réf. nécessaire]

## Jumelages
| Ville | Ville        | Pays | Pays       | Période     |
| ----- | ------------ | ---- | ---------- | ----------- |
|       | Arenzano     |      | Italie     |             |
|       | Barcelos     |      | Portugal   |             |
|       | Miami        |      | États-Unis |             |
|       | Nabeul       |      | Tunisie    |             |
|       | Sidi Bennour |      | Maroc      |             |
|       | Sintra       |      | Portugal   |             |
|       | Sète         |      | France     | depuis 1992 |
|       | Tacoma       |      | États-Unis |             |
|       | Varennes     |      | Canada     |             |
|       | Vierzon      |      | France     |             |

## Personnalités et érudits liés à la ville
Voici une sélection de personnalités liées à la ville d'El Jadida ou à la province d'El Jadida (avant subdivision) :
- Moulay Abdellah Amghar
- Abderrahman El Mejdoub
- Abou Chouaïb Doukkali
- Hosni Benslimane
- Driss Jettou
- El Mostapha Sahel
- M'fadel Lahlou
- Abdelkrim El Khatib
- Driss Chraïbi
- Touria Skalli
- Abdelkébir Khatibi
- Maria Zaki
- Badia Skalli, Nouzha Skalli et Touria Skalli
- Chérifa Meskaoui
- Réda Ryahi
- Mustapha Jmahri
- Fouad Laroui
- Soukaina Fahsi
- Youssef Kaddioui